# Републикански път III-5802
Републикански път IIІ-5802 е третокласен път, част от Републиканската пътна мрежа на България, преминаващ изцяло по територията на Пловдивска област. Дължината му е 20 km.
Пътят се отклонява надясно при 43,9 km на Републикански път II-58 в североизточната част на село Тополово и се насочва на североизток, надолу по долината на река Мечка (десен приток на Марица) през най-западната част на Хасковската хълмиста област. Преминава през село Леново и в северозападната част на село Поройна се свързва с Републикански път III-667 при неговия 19,5 km.
| Пътища, отклоняващи се надясно (населено място, № на пътя, посока на пътя) | km   | Пътища, отклоняващи се наляво (посока на пътя, № на пътя, населено място) |
| -------------------------------------------------------------------------- | ---- | ------------------------------------------------------------------------- |
| Община Асеновград, II-58, 43,9 km, с. Тополово →                           | 0,0  | → с. Тополово 43,9 km, II-58, Община Асеновград                           |
| с. Леново                                                                  | 7,5  | с. Леново                                                                 |
| Община Първомай                                                            | 12,1 | Община Първомай                                                           |
| (от с. Плодовитово) III-667, 19,5 km, с. Поройна →                         | 20,0 | → с. Поройна, 19,5 km, IIII-667 (до гр. Асеновград)                       |